# Neptis nandina
Neptis nandina är en fjärilsart som beskrevs av Moore 1857. Neptis nandina ingår i släktet Neptis och familjen praktfjärilar. Inga underarter finns listade i Catalogue of Life.